# José Carvalho
José da Conceição Carvalho (Venda Nova, Amadora, 1953 – Lisboa, 28 de outubro de 1989), também conhecido por "Zé da Messa", foi um destacado militante do Partido Socialista Revolucionário (PSR).
 
Em 1975, adere aos SUV - Soldados Unidos Vencerão, o qual pretenderia tornar-se num factor de polarização da política  nacional.
Na madrugada de 28 de outubro de 1989, José Carvalho é esfaqueado mesmo à porta da sede do PSR, na Rua da Palma em Lisboa, vindo a falecer nesse mesmo dia. 
Tudo terá acontecido quando um grupo de "white skinheads" oriundo da Margem Sul forçou a entrada na sede do partido, onde estava a decorrer um concerto inserido numa campanha antimilitarista promovida pelo PSR. Os militantes tentaram impedir a entrada do grupo, e no meio da confusão e das agressões, José Carvalho cai no chão vítima duma facada no peito. 
A Polícia Judiciária faz algumas detenções, enquanto que algumas vozes defendem que o crime teve motivações políticas. 
Pedro Grilo, o assassino, seria condenado dois anos depois por todas as instâncias jurídicas, bem como alguns dos seus cúmplices.
O assassinato de José Carvalho é considerado como tendo sido o primeiro crime motivado explicitamente por ideologias racistas em Portugal.